# 水飞蓟
水飞蓟（学名：Silybum marianum），又名乳蓟，为菊科水飞蓟属下的一个植物种，是種中藥材和食材。

## 特徵

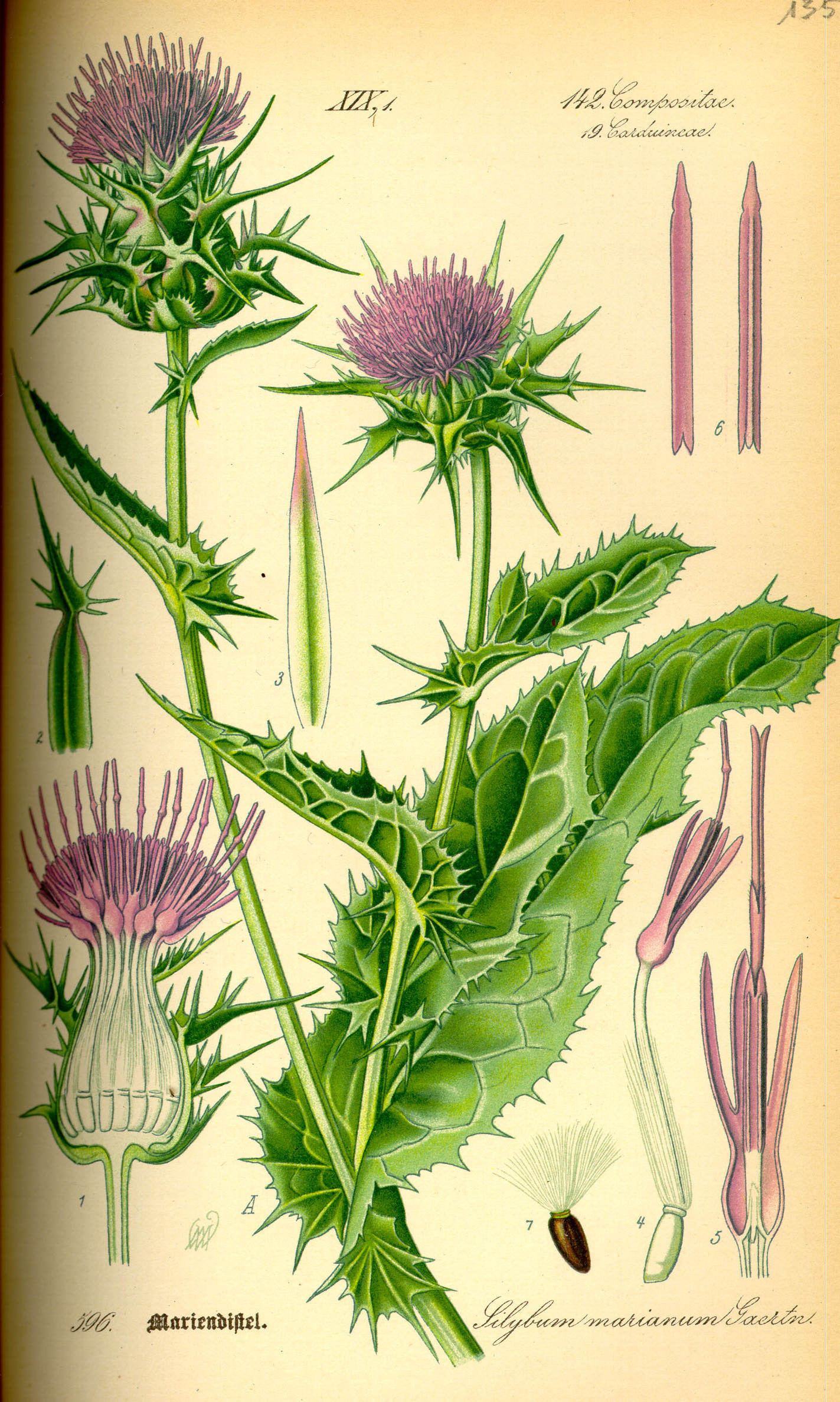
水飞蓟的植物學插圖

水飞蓟一般可以長到0.3至2.0米（1.0至6.7英尺）高，呈錐形外觀。最大基底直徑約為1.6米（5.3英尺）。莖帶坑紋且略帶白絨，較粗的莖通常為空心。葉呈綠色針狀輪廓、無毛、光滑，葉脈為奶白色；花頭紅紫色，長寬約4至12厘米（1.6至4.7英寸）。花期為北半球的六至八月或南半球的十二月至二月。苞片為三角形，無毛，附器呈針狀。黑色瘦果，帶單一長白色冠毛和黃色基底環。

## 分佈與生境
水飞蓟有說原生於英格蘭東南面的海岸線，也有說法是希臘克里特地區或地中海山區的原生物種。
水飞蓟被人為廣泛引進到其自然生境以外的環境，例如北美洲、伊朗、澳洲及紐西蘭，並成為當地的入侵性雜草。水飞蓟在澳洲（瓦爾德威爾特爾地區）、德國、匈牙利、波蘭、中國和阿根廷被大規模種植，以提供製藥業所需的原材料。在歐洲慣常的做法是每年三至四月播種，八月份花期過後約2-3星期收割。水飞蓟偶爾被用作園林裝飾，亦常用於乾花束。
達爾文在《小獵犬號航海記》中提到的“龐巴巴巨大薊”相信就是水飞蓟。

## 化學

水飛薊賓的化學結構

傳統的水飞蓟提取物是由含有約4-6％水飛薊素的種子製成的。提取物含有約65-80％的水飛薊素和20-35％的脂肪酸（包括亞油酸）。水飛薊素是多酚類的複雜混合物，包括七種關係密切的黃酮醇-木質素加成物（水飛薊賓A、水飛薊賓B、異水飛薊賓A、異水飛薊賓B、水飛薊亭、異水飛薊亭及水飛薊寧）和一種類黃酮黄杉素（taxifolin）。水飛薊賓是水飛薊素的半純化部分，主要是兩種非對映異構體（水飛薊賓A和水飛薊賓B）的混合物，其比例大約為1：1。

## 研究

### 臨床研究
中醫以水飞蓟的果實入藥，中藥名為水飞蓟，性涼，味苦，具清熱利濕及疏肝利膽功效 ，用於肝膽濕熱和治療黃疸。不少的臨床研究試圖探究利用水飞蓟來治療肝臟疾病和癌症，然而這些研究沒有統一的研究規範而且互相矛盾。利用水飞蓟治療傳染病是另一個研究熱點。

### 效用
一份2007年的考科藍的系統綜述指出，基於18個臨床研究和1088名酒精性及/或病毒性肝炎（乙型、丙形）病人的數據，利用水飞蓟來治療這些病人的好處值得商榷，而且缺乏高質量的證據來支持這種療法。綜述認為需要進行更多的高質量隨機對照臨床研究才可得出結論。據英国癌症研究中心，互聯網上出現不少聲稱水飞蓟能減緩某些癌症的宣傳信息，但目前仍未有足夠證據支持這些講法（注意：由於生物利用度和有效成分濃度等因素，水飞蓟素和水飞蓟本身的效用或有不同）。

### 毒性
水飞蓟提取物一般而言是對人體安全的，即便是長期食用。然而，与各种植物性膳食补充剂相比，乳蓟补充剂的真菌毒素浓度最高可达37 mg/kg。

## 食用
水飞蓟也可以作為食物，根部可生吃或滾水烚熟後伴牛油享用，或煮至半熟後烤。春天的水飞蓟嫩苗可以割掉根部留在泥土，莖部滾水烚熟後伴牛油上菜。過去，花頭上有刺的苞片會當作菜薊般食用；莖部去皮後可浸泡過夜除去苦味，然後切粒。水飞蓟的葉在剪去尖刺後灼熟，可用作菠菜的替代品；也可以作為沙拉配菜生吃。

## 動物毒性
水飞蓟對牛、羊有毒。這是因為水飞蓟含有較多的硝酸鉀，當反芻動物攝食硝酸鉀，動物胃部的細菌會還原硝酸根成為亞硝酸根。亞硝酸根對血紅蛋白有很高的親和力，會結合血紅蛋白形成高鐵血紅蛋白，從而妨礙血液攜帶氧氣，導致動物缺氧。

## 歷史
根據傳說，聖母瑪利亞在餵乳的時候不小心滴了一滴在這種植物上，所以其汁液才會變成乳白色，故名乳薊。西元77年，老普林尼認為乳薊可用於治療肝臟疾病，而中世紀歐洲的醫生則會用它來治療肝臟和其他疾病。

## 外部連結
- 水飛薊 （页面存档备份，存于） 藥用植物圖像數據庫 (香港浸會大學中醫藥學院) （中文）（英文）
- 水飛薊 中藥材圖像數據庫  (香港浸會大學中醫藥學院) （中文）（英文）